# تبغ صدئي
تبغ صدئي أو تبغ الآزتك أو تبغ قوي أو دخان أخضر (الاسم العلمي: Nicotiana rustica)، نوع من التبغ يتميز بأوراقة المعنقة القلبية الشكل.
ينمو في الغابات المطيرة. إنه نوع قوي جدًا من التبغ، فهو يحتوي على ما يصل إلى تسعة أضعاف من النيكوتين أكثر من الأنواع الشائعة من التبغ مثل التبغ الشائع. وبشكل أكثر تحديدًا، تحتوي أوراق التبغ الصدئي على نيكوتين يصل إلى 9٪، بينما تحتوي أوراق التبغ الشائع على حوالي 1 إلى 3٪. وبسبب التركيز العالي للنيكوتين في أوراقه يجعله مفيدًا في إنتاج المبيدات الحشرية، وله مجموعة متنوعة من الاستخدامات الخاصة بالثقافات حول العالم. ومع ذلك، لم يعد التبغ الصدئي يزرع في موطنه الأصلي في أمريكا الشمالية، حيث استبدل بالتبغ الشائع.